# John Ottman
John Ottman (San Diego, 6 juli 1964) is een Amerikaanse filmcomponist, -editor en -regisseur.

## Levensloop
In 1988 studeerde Ottman af aan de School of Cinema-Television van de Universiteit van Californië.
Ottman is het meest bekend van zijn samenwerkingen met filmregisseur Bryan Singer, voor wie hij de films X2: X-Men United, Superman Returns en The Usual Suspects monteerde en waarvoor hij de muziek componeerde. Voor de muziek van X2 won hij een BMI Film Music Award, en voor de films Superman Returns en The Usual Suspects won hij een Saturn Award. Ottman maakte tevens de muziek voor de films House of Wax en Apt Pupil. In 2000 maakte hij zijn regiedebuut met de film Urban Legends: Final Cut. Opnieuw monteerde hij deze film zelf en componeerde hij er zelf de muziek voor. Deze film werd echter slecht ontvangen door recensenten.
Als componist componeerde hij in 2005 de muziek voor de superheldenfilm Fantastic Four en in 2007 voor het vervolg Fantastic Four: Rise of the Silver Surfer. Voor de film Halloween H20: 20 Years Later herbewerkte hij de muziek van de oorspronkelijke film van John Carpenter. In 2007 maakte hij de muziek voor de horrorfilm The Invasion met Nicole Kidman en Daniel Craig. In 2014 componeerde hij de muziek voor de film X-Men: Days of Future Past.
In 2019 won Ottman met de film Bohemian Rhapsody een Oscar voor beste montage.

## Filmografie

#### Als componist
| Jaar | Titel                                     | Opmerkingen          |
| ---- | ----------------------------------------- | -------------------- |
| 1993 | Public Access                             | ook montage          |
| 1995 | The Usual Suspects                        | ook montage          |
| 1995 | The Antelope Chess Game                   |                      |
| 1996 | The Cable Guy                             |                      |
| 1997 | Snow White: A Tale of Terror              |                      |
| 1997 | Incognito                                 |                      |
| 1998 | Goodbye Lover                             |                      |
| 1998 | Halloween H20: 20 Years Later             | met Marco Beltrami   |
| 1998 | Apt Pupil                                 | ook montage          |
| 1999 | Lake Placid                               |                      |
| 2000 | Urban Legends: Final Cut                  | ook regie en montage |
| 2001 | Bubble Boy                                |                      |
| 2002 | Pumpkin                                   |                      |
| 2002 | Brother's Keeper                          |                      |
| 2002 | Eight Legged Freaks                       |                      |
| 2002 | Trapped                                   |                      |
| 2003 | X2: X-Men United                          | ook montage          |
| 2003 | Gothika                                   |                      |
| 2004 | Cellular                                  |                      |
| 2005 | Hide and Seek                             |                      |
| 2005 | House of Wax                              |                      |
| 2005 | Kiss Kiss Bang Bang                       |                      |
| 2005 | Fantastic Four                            |                      |
| 2006 | Superman Returns                          | ook montage          |
| 2007 | Fantastic Four: Rise of the Silver Surfer |                      |
| 2007 | The Invasion                              |                      |
| 2008 | Valkyrie                                  | ook montage          |
| 2009 | Orphan                                    |                      |
| 2009 | Astro Boy                                 |                      |
| 2010 | The Losers                                |                      |
| 2011 | The Resident                              |                      |
| 2011 | Unknown                                   |                      |
| 2013 | Jack the Giant Slayer                     | ook montage          |
| 2014 | Non-Stop                                  |                      |
| 2014 | X-Men: Days of Future Past                | ook montage          |
| 2016 | X-Men: Apocalypse                         | ook montage          |
| 2016 | The Nice Guys                             | met David Buckley    |
| 2018 | Bohemian Rhapsody                         | alleen montage       |

## Overige producties

### Computerspellen
| Jaar | Titel                              | Opmerkingen |
| ---- | ---------------------------------- | ----------- |
| 1995 | I Have No Mouth, and I Must Scream |             |

### Televisiefilms
| Jaar | Titel           | Opmerkingen |
| ---- | --------------- | ----------- |
| 2002 | Point of Origin |             |

### Televisieseries
| Jaar | Titel          | Opmerkingen                  |
| ---- | -------------- | ---------------------------- |
| 1998 | Fantasy Island | themes, 1998 - 1999          |
| 2015 | Battle Creek   |                              |
| 2018 | The Gifted     | 2017-2019, met David Buckley |

### Documentaires
| Jaar | Titel                                  | Opmerkingen |
| ---- | -------------------------------------- | ----------- |
| 2002 | Round Up: Deposing 'The Usual Suspects |             |

### Korte films
| Jaar | Titel                             | Opmerkingen |
| ---- | --------------------------------- | ----------- |
| 1995 | Night Train                       |             |
| 2004 | Lonely Place                      |             |
| 2010 | Halloween: The Night He Came Back |             |

## Prijzen en nominaties

### Academy Awards
| Jaar | Titel             | Categorie     | Uitslag  |
| ---- | ----------------- | ------------- | -------- |
| 2019 | Bohemian Rhapsody | Beste montage | Gewonnen |

### BAFTA Awards
| Jaar | Titel              | Categorie     | Uitslag     |
| ---- | ------------------ | ------------- | ----------- |
| 1996 | The Usual Suspects | Beste montage | Gewonnen    |
| 2019 | Bohemian Rhapsody  | Beste montage | Genomineerd |

### Emmy Awards
| Jaar | Titel          | Categorie                                                                                 | Uitslag     |
| ---- | -------------- | ----------------------------------------------------------------------------------------- | ----------- |
| 1999 | Fantasy Island | Beste compositie voor een televisieserie (dramatische achtergrondmuziek) Afl. "The Pilot" | Genomineerd |